# Буряковка (Великобурлукский район)
Буряковка (укр. Буряківка) — село, Велико-Бурлукский поселковый совет, Великобурлукский район, Харьковская область.
Код КОАТУУ — 6321455102. Население по переписи 2001 года составляет 265 (130 мужчин и 135 женщин) человек.

## Географическое положение
Село Буряковка находится на правом берегу реки Великий Бурлук, выше по течению примыкает село Михайловка, ниже — пгт Великий Бурлук и посёлок Горяное, на противоположном берегу посёлок Замост.
Рядом с селом находится железнодорожная станция Гнилица.
В 1997 году к селу присоединили посёлок Гнилица .

## История
- 1750 — дата основания.